# Drei Tage und ein Leben

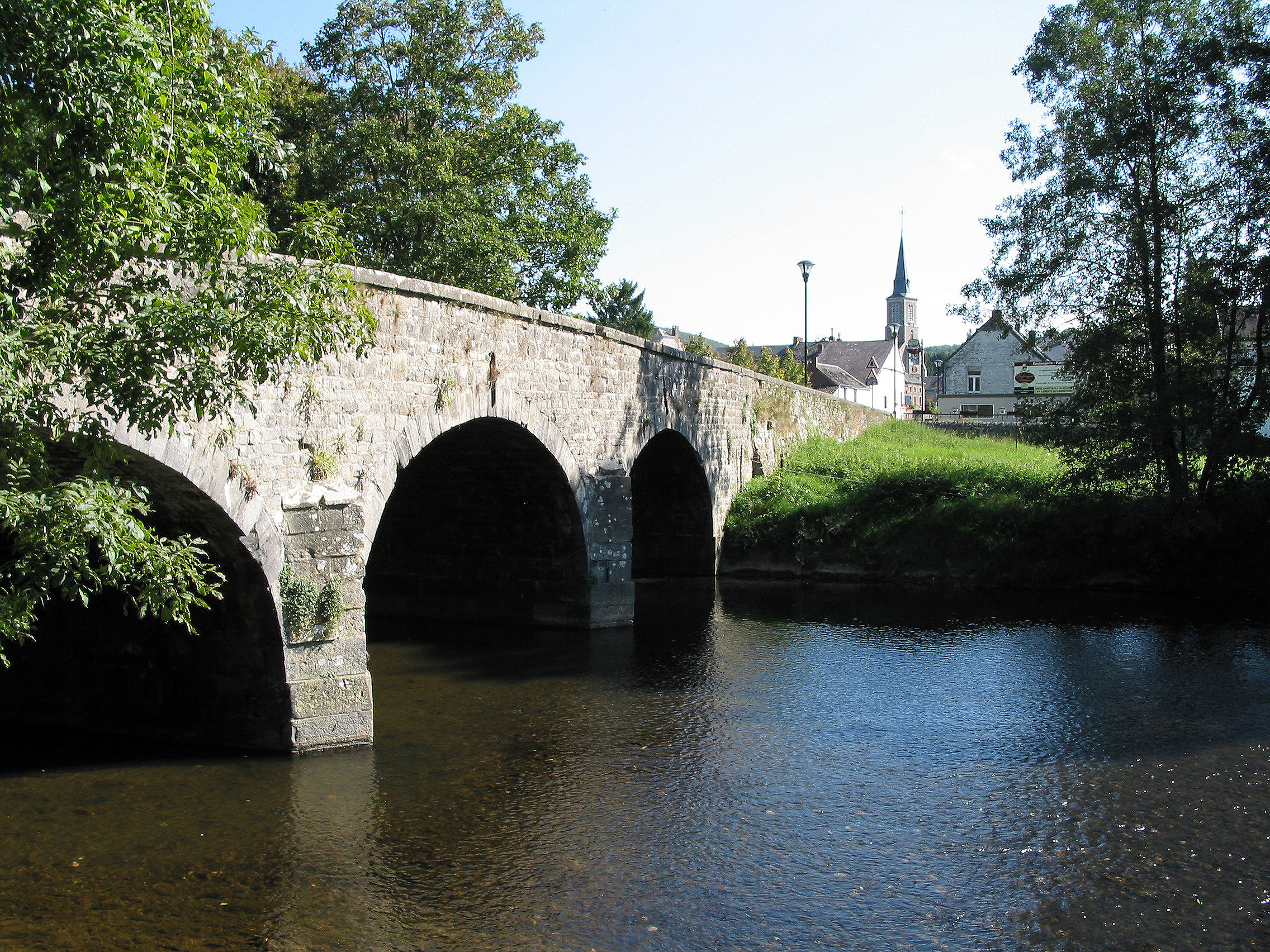
Schauplatz der Handlung: Olloy-sur-Viroin

Drei Tage und ein Leben (Originaltitel: Trois jours et une vie) ist ein französisches Filmdrama aus dem Jahr 2019. Regie führte Nicolas Boukhrief, das Drehbuch, basierend auf seinem 2016 erschienenen Roman Trois jours et une vie, schrieb Pierre Lemaitre.

## Handlung
Der zwölfjährige Antoine lebt allein mit seiner Mutter, die viel auf ihren guten Ruf hält, in dem kleinen Dorf Olloy in den belgischen Ardennen. Gleich nebenan wohnt die Familie des sechsjährigen Remi Desmedt und seiner Schwester Émilie, die zur gleichen Schule wie Antoine geht. Der Vater Michel, ein Choleriker, kümmert sich wenig um seine Kinder, weil er oft in  Arbeitskämpfe verwickelt ist, da seiner Fabrik die Schließung droht. Dem Arzt des Dorfes, Hubert Dieulafoy, kommt eine Art Vaterrolle für Antoine zu. Der interessierte Junge leiht sich oft Bücher über die Anatomie des Menschen oder andere Gesundheitsthemen von ihm aus. Die Desmedts haben einen Hund, um den sich auch Antoine gern kümmert.
Remi folgt Antoine oft zum Spielen in den Wald, wo die beiden eine geheime Hütte aus Ästen gebaut haben, von der niemand weiß. Antoine ist in Émilie verliebt und möchte ihr gern die Hütte zeigen, sieht aber, wie sie mit einem älteren Mitschüler knutscht. Er wird sehr wütend und pfeffert den Ball für den Hund auf die Straße. Der Hund rennt hinterher, wird angefahren und Remis Vater erschießt ihn kurzerhand, um ihn von seinem Leiden zu erlösen. Dann packt er ihn in einen Müllsack, der am nächsten Tag von der Müllabfuhr abgeholt wird. Antoine kann seine Wut nur schwer zurückhalten und geht ohne ein Wort zu sagen in den Wald zur Hütte. Remi, der im Vorgarten seines Elternhauses spielt, sieht Antoine weggehen und folgt ihm unbemerkt.
Im Wald entdeckt Remi Antoine, wie er gerade dabei ist, die Hütte zu zerstören. Der möchte aber ungestört bleiben und versucht, das Remi zu vermitteln. Als Remi Antoines Handeln nicht begreift, wirft Antoine einen Stock nach ihm und trifft ihn an der Schläfe. Remi kippt  benommen um, trifft mit dem Kopf auf einem Stein auf und ist sofort tot.
Antoine will erst nach Hause laufen, kehrt aber nach wenigen Metern wieder um und versucht, Remis Leiche zu beseitigen. Er findet in der Nähe einen Felsspalt, von dem er hofft, dass die Leiche dort nie gefunden wird, und wirft Remis Körper hinab.
Als Antoine nun wieder ins Dorf zurückläuft, muss er einen Waldweg überqueren. In dem Moment sieht er ein Auto kommen. Er schafft es noch, sich hinter einem Baum zu verstecken. Es handelt sich um das Auto von Andreï Kowalski,  des Arbeitgebers von Antoines Mutter Blanche Courtin, einem ortsansässigen Caterer, der aus Polen stammt.
Antoine läuft weiter ins Dorf, wo er bemerkt, dass ihm seine neongrüne Armbanduhr fehlt. Ohne sich weiter darum zu kümmern, verschwindet er schnell hinter einem Gartenzaun und kommt so unbemerkt zuhause an, wo er sich sofort auszieht, damit niemand bemerkt, dass er überhaupt draußen war. Im Dorf ist Remis Verschwinden schon längst aufgefallen. Nur wenige Augenblicke nach Antoines Heimkehr klingelt es an der Haustür, wo Jeanne – Remis Mutter –  und andere Frauen aus der Nachbarschaft besorgt nach dem kleinen Jungen fragen. Sie bitten Antoine darum, zu Remis Vater Michel in die Fabrik zu gehen und ihn herzuholen.
Nachdem er das getan hat, geht er wortlos zurück ins Haus. Er beobachtet vom Fenster aus, wie die Polizei kommt und Michel immer verzweifelter nach einer Suchaktion fleht.
Die Polizei befragt auch mögliche Zeugen, so auch Antoine, der angibt, Remi im Vorgarten gesehen zu haben, als er in Richtung Wald ging. Er erzählt auch, dass Michel den Hund vor Remis Augen erschossen habe, was ihn nun zum Verdächtigen macht, da er auf der Straße eine Waffe benutzt hat. Später wird bekannt, dass Kowalski, Blanches Chef, im Wald gesehen wurde. Damit wird Kowalski zum Hauptverdächtigen und im Dorf gibt es fortan viele Gerüchte (Zitat eines Gesprächs zweier Dorfbewohnerinnen: „Was eine schmutzige Geschichte“ – „Ja, mit schmutzigen Ausländern“).
Am Weihnachtsabend versammelt sich die Gemeinde in der Kirche zur Christmette. Plötzlich steht Michel auf und fordert verzweifelt die sofortige Suche nach seinem Sohn, der sich laut Aussage der Polizei womöglich „verlaufen“ haben soll. Die Polizei bittet darum, zwei Tage zu warten, ehe eine Suchaktion gestartet werden kann. Tatsächlich beginnt diese noch am Tag nach der Christmette unter Mithilfe aller Dorfbewohner. Als es zu dunkel wird, wird die Suche unterbrochen, um sie am nächsten Tag – auch unter Zuhilfenahme von Spürhunden – fortzuführen. In der Nacht bricht jedoch der Orkan Lothar über Olloy herein und Antoine und seine Mutter können nur knapp den ins Haus dringenden Wassermassen entkommen. Aufgrund des Unwetters ist an eine weitere Suche nach Remi nicht zu denken, da alle mit den Aufräumarbeiten im Dorf beschäftigt sind.
Der zweite Teil des  Films setzt 15 Jahre später ein. Antoine ist mittlerweile approbierter Arzt. Ihm fehlen noch einige Notarzt-Einsätze, um seine Ausbildung abzuschließen. Über die Weihnachtstage kommt er zurück nach Olloy; er lebt mittlerweile in Paris und hat dort eine  Freundin.
In Olloy trifft er auf Émilie, in die er als Kind heimlich verliebt war. In einem Gespräch gestehen sich die beiden, dass sie als Kinder dasselbe empfanden, also, dass Émilie ebenfalls heimlich in Antoine verliebt war; daraufhin kommt es zum Sex zwischen den beiden.
Antoine beobachtet derweil, dass sehr viele LKW mit Holz beladen durchs Dorf fahren. Er findet heraus, dass das Holz aus dem Wald stammt, in dem Remis Leiche liegt. Noch in der Nacht begibt sich Antoine an die Stelle, wo der Felsspalt ist. Jedoch finden auch nachts Kontrollfahrten statt und er schafft es nicht, die Leiche zu bergen. Stattdessen bemerkt einer der Kontrolleure den Lichtschein der Taschenlampe. Antoine kann zwar ungesehen entwischen, jedoch findet man nun, nach über 15 Jahren, doch noch Remis Leiche.
Die Staatsanwaltschaft gibt in den Tagen darauf bekannt, dass Remi ermordet wurde, dass ein fremdes Haar auf der Leiche entdeckt wurde und man nun die DNA des Täters habe. Eine systematische Abgleichung mit Hunderten in Frage kommender Männer sei jedoch zu aufwendig, die DNA bleibe aber gespeichert. Émilie bittet Antoine um ein Gespräch, in dem sie ihm mitteilt, dass sie von ihm schwanger ist. Sie habe sich aufgrund der Schwangerschaft von ihrem Verlobten getrennt und möchte das Kind auf jeden Fall zur Welt bringen. Antoine wehrt sich zunächst, aber Émilie droht, ihn zu verklagen und – wenn nötig auch unter Zwang – die DNA abzugleichen, um zu beweisen, dass das Kind von ihm ist.
Der Arzt des Dorfes, Hubert Dieulafoy, möchte seine Praxis aus Altersgründen schließen und ist bereit, sie günstig abgeben. Antoine, der eigentlich gar nicht mehr dauerhaft nach Olloy zurückkehren wollte, begibt sich spätabends zu dem Arzt, der Antoine aufgesucht und ihm mitgeteilt hat, dass er einen Brief an die Staatsanwaltschaft geschrieben habe, der am nächsten Tag dort ankommen solle. Antoine hatte nach Remis Verschwinden mit einigen Tabletten aus der Hausapotheke versucht, sich das Leben zu nehmen, der Doktor war gerufen worden und hatte die Situation durchschaut. Er hatte später mit ihm reden wollen; das wurde allerdings durch den Sturm verhindert. Nun teilt Antoine dem Doktor mit, dass er die Praxis gerne übernehmen will, sofern der Brief noch nicht abgeschickt worden sei.
Wieder drei Jahre später sieht man, wie Antoine die gut gehende Praxis leitet. Er bittet den nächsten Patienten ins Behandlungszimmer. Es ist Andreï Kowalski, der eigentlich nur einen „starken Husten“ hat. Im Gespräch mit Antoine beschreibt er, was er am Tag von Remis Verschwinden gesehen hat: Er sagt, dass er Antoine auf dem Waldweg gesehen habe; auch, dass er sich hinter einem Baum versteckt habe. Er erklärt auch, warum er immer geschwiegen  und sich damit selber verdächtig gemacht hat: Er wollte den guten Ruf von Antoines Mutter Blanche im Dorf nicht schädigen und die geheim gehaltene Beziehung zu ihr nicht gefährden. Er habe jetzt nur noch ein Anliegen, da er selber vor der Rente stehe und dann das Dorf verlassen wolle. So übergibt er Antoine einen  Briefumschlag, sagt ihm, dass er sich keine Sorgen machen soll und verlässt den Behandlungsraum. Antoine öffnet den Briefumschlag, in welchem er seine neongrüne Uhr aus der Kindheit vorfindet.
Den Abschluss bildet das nächste Weihnachtsfest: Blanche geht aus ihrem Haus mit einer Tasche mit Geschenken zu der Bushaltestelle, wo sie Andreï Kowalski verabschiedet und sich bei ihm bedankt. Dieser steigt danach in den Bus und geht zurück in seine Heimat. Antoine erledigt noch Büroarbeiten in der Praxis und geht dann nach oben in die Wohnung zum Festessen. Seine Mutter und die Schwiegereltern sind auch da, die beiden Kinder wohl bereits im Bett. Jeder scheint etwas zu wissen oder zu ahnen, aber keiner spricht darüber. Antoine ist abwesend und nicht sehr emotional beteiligt. Jeder hat seine Rolle akzeptiert mehr oder weniger.

## Kritik
Der Bayerische Rundfunk urteilt: „Ein exzellent besetzter Psychothriller über Schuld und Sühne, der einem nachhaltig den Atem stocken lässt.“
Die Aachener Zeitung schrieb: „Regisseur Nicolas Boukhrief hat die exzellente Vorlage Pierre Lemaitres eindrucksvoll sicher und gekonnt umgesetzt.“